# Игнат Виденов
Игнат Виденов е български певец.
Роден е през януари 1941 година в Кошарево, Брезнишко. Работи в сръбската редакция на Българското радио. През 1964 година участва заедно с брат си Васил Виденов в радиоконкурса „Ало, младежи, търсим таланти“. През следващите години записва в дует с брат си или самостоятелно албум и поредица от миниалбуми и сингли, главно с македонски, но също и сръбски народни песни.